# Amer Raza
Amer Raza es un ginecólogo y obstetra en Chelsea (Londres). Proporciona servicios preventivos a mujeres, comprobando posibles complicaciones. Ejerce en varias de las principales clínicas privadas, tales como el Hospital de Chelsea y Westminster, Hospital Lister, Centro de bienestar de la Mujer y, en su consultorio particular en 132 Harley Street. Además es cirujano interesado en cirugía laparoscópica, dolor pélvico, endometriosis y colposcopía. Provee servicios ginecológicos como cirugía laparoscópica, clínica de endometriosis, evaluaciones rápidas ginecológicas, en histeroscopia ambulatoria y, colposcopías, chequeos preventivos, salud sexual, consejos anticonceptivos, inserción y eliminación de espirales, inserción de Implanon, exploración y seguimiento de folículos, consejos de fertilidad. Es uno de los principales consultores en ginecología moderna. Provee servicios de obstetricia, tales como exploración temprana del embarazo, atención prenatal, partos (natural y cesárea) en el ala del Kensington, el ala privada en el Hospital de Chelsea y Westminster, atención quirúrgica compleja y controles posnatales.

## Educación y carrera
Es investigador y profesor en cirugía laparoscópica. Es un entrenador y organizador de varios cursos de laparoscopia nacionales e internacionales. Ha desarrollado un centro de cursos laparoscópicos avanzados en el Hospital de Chelsea y Westminster, proporcionando entrenamiento laparoscópico a los residentes especialistas en Ginecología.
También ha trabajado en diversos proyectos de investigación con especial interés en dolor pélvico, endometriosis y cirugía laparoscópica. Ha presentado en encuentros nacionales e internacionales. Sus trabajos de investigación han sido publicados en revistas científicas.

## Algunas publicaciones
- Rita Champaneria, Amer Raza, Helen M. Pattison, Khalid S. Khan. Psychological therapies for chronic pelvic pain: systematic review of randomised controlled trials; 9 de enero de 2012 DOI: 10.1111/j.1600-0412.2011.01314.[8]
- Afifi Y, Raza A, Balogun M, Khan KS. New nomogram for safe laparoscopic entry to reduce vascular injury. J Obstet Gynecol, 2011; 31(1); 69-72.[9]
- Raza A, Bernhardt P, Alex G. Increasing the effectiveness for referral of ovarian masses from cancer unit to cancer centre by using a higher referral value of the Risk Malignancy Index. International J of Gynaecological cancer, 2010 May; 20(4): 552-4.[10]
- J.D.M. Nicopoullos, Amer Raza, R. Richardson. The use of a hysteroscopic resectoscope for repeat evacuation of retained products of conception procedures: a case series. Gynecological Surgery (2010) 7: 163-166, 13 de abril de 2010.[11]
- Raza Amer, Coomarasamy A, Khan KS. Best evidence continuous medical education. Arch Gynecol Obstet. 2009 Oct; 280(4): 683-7[12]
- Raza Amer, Chein P, Khan KS. Multicentre randomised controlled trials in obstetrics and gynaecology: an analysis of trends over three decades. BJOG. 2009 Jul; 116(8): 1130-4.[13]

## Honores

### Membresías[1]
- Royal College of Obstetrician and Gynaecologist
- British Society of Gynaecology Endoscopy
- British Society of Colposcopy and Cervical Pathology